# Avogadros lag

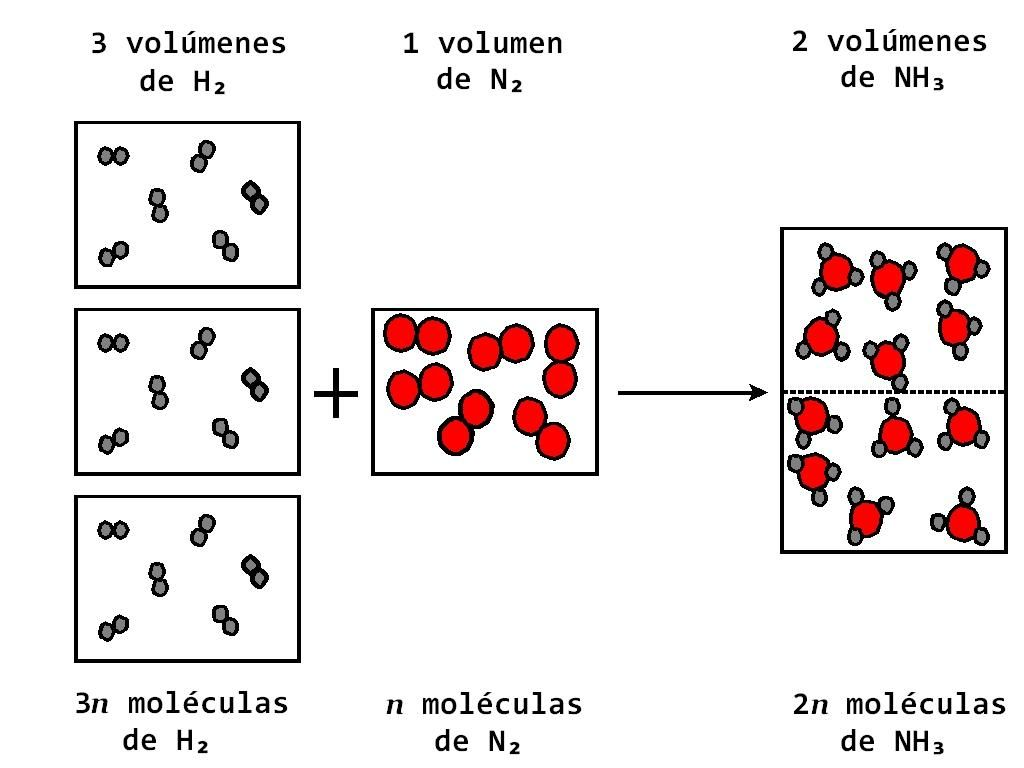
Exempel på en stökiometrisk reaktion: tre volymer väte plus en volym kväve ger två volymer ammoniak.

Avogadros lag är en fysikalisk lag efter Amadeo Avogadro.  Lagen formuleras som "Lika volymer av olika gaser innehåller, vid samma temperatur och tryck, samma antal molekyler", eller
{\displaystyle V\propto n}
där V är gasernas volym och n är antalet molekyler (mer precist substansmängden). Avogadros lag kan kombineras med flera andra gaslagar för att ge ideala gaslagen.
Avogadro föreslog hypotesen 1811, men först på 1860-talet blev den allmänt accepterad. Bakgrunden var de stökiometriska förhållanden för volymer vid kemiska reaktioner mellan gaser.